# Liste der Innenminister von Sachsen
Die Liste der Innenminister von Sachsen bietet einen Überblick über die Innenminister des Freistaates Sachsen und seiner Vorgängerstaaten.
Aufgeführt sind die Minister seit Errichtung der ersten sächsischen Landesregierung 1831.
| Name                                                                | Amtsantritt                                                               | Kabinett                                                                    | Partei    |
| ------------------------------------------------------------------- | ------------------------------------------------------------------------- | --------------------------------------------------------------------------- | --------- |
| Bernhard August von Lindenau                                        | 1. Dezember 1831                                                          | Lindenau                                                                    |           |
| Hans Georg von Carlowitz                                            | 1834                                                                      | Lindenau                                                                    |           |
| Eduard von Nostitz und Jänckendorf                                  | September 1843                                                            | Könneritz                                                                   |           |
| Johann Paul von Falkenstein                                         | Juli 1844                                                                 | Könneritz                                                                   |           |
| Ferdinand Zschinsky                                                 | 7. März 1848                                                              | Könneritz                                                                   |           |
| Martin Gotthard Oberländer                                          | 16. März 1848                                                             | Braun                                                                       |           |
| Albert Christian Weinlig                                            | 24. Februar 1849                                                          | Held                                                                        |           |
| Richard von Friesen                                                 | 2. Mai 1849                                                               | Zschinsky                                                                   |           |
| Friedrich Ferdinand von Beust                                       | Oktober 1852 28. Oktober 1858                                             | Zschinsky Beust                                                             |           |
| Hermann von Nostitz-Wallwitz                                        | Oktober 1866 1. Oktober 1871 1. November 1876                             | Falkenstein Friesen Fabrice                                                 |           |
| Georg von Metzsch-Reichenbach                                       | Januar 1891 25. März 1891 12. Februar 1895 15. Juni 1901 10. Februar 1902 | Fabrice Gerber/Thümmel Schurig Metzsch-Reichenbach I Metzsch-Reichenbach II |           |
| Wilhelm von Hohenthal                                               | 30. April 1906                                                            | Rüger                                                                       |           |
| Christoph Johann Friedrich Vitzthum von Eckstädt                    | 1. Juli 1909 1. Dezember 1910 21. Mai 1914                                | Rüger Otto/Hausen Beck                                                      |           |
| Walter Koch                                                         | 26. Oktober 1918                                                          | Heinze                                                                      |           |
| Richard Lipinski                                                    | 15. November 1918                                                         | Lipinski                                                                    | USPD      |
| Georg Gradnauer                                                     | 22. Januar 1919 14. März 1919                                             | Gradnauer I Gradnauer II                                                    | SPD       |
| Karl Otto Uhlig                                                     | 21. März 1919                                                             | Gradnauer II                                                                | SPD       |
| Otto Kühn                                                           | 5. Mai 1920                                                               | Buck I                                                                      | SPD       |
| Richard Lipinski                                                    | 9. Dezember 1920 5. Dezember 1922                                         | Buck II Buck III                                                            | SPD       |
| Hermann Liebmann                                                    | 1. April 1923 31. Oktober 1923                                            | Zeigner Fellisch                                                            | SPD       |
| Max Müller                                                          | 4. Januar 1924                                                            | Heldt I                                                                     | SPD       |
| Julius Dehne                                                        | 13. Januar 1927                                                           | Heldt II                                                                    | DDP       |
| Willibalt Apelt                                                     | 5. März 1927 1. Juli 1927                                                 | Heldt II Heldt III                                                          | DDP       |
| Friedrich Wilhelm Richter                                           | 25. Juni 1929 6. Mai 1930                                                 | Bünger Schieck                                                              | parteilos |
| Manfred von Killinger                                               | 10. März 1933                                                             | Killinger                                                                   | NSDAP     |
| Karl Fritsch                                                        | 6. Mai 1933 28. Februar 1935                                              | Killinger Mutschmann                                                        | NSDAP     |
| Von 1943 bis 1945 war das Ressort dem Reichsstatthalter unterstellt |                                                                           |                                                                             |           |
| Kurt Fischer                                                        | 4. Juli 1945 12. Dezember 1946 30. Juli 1947                              | Friedrichs I Friedrichs II Seydewitz I                                      | KPD / SED |
| Wilhelm Zaisser                                                     | 8. September 1948                                                         | Seydewitz I                                                                 | SED       |
| Artur Hofmann                                                       | 1. Juli 1949 24. November 1950                                            | Seydewitz I Seydewitz II                                                    | SED       |
| Von 1952 bis 1990 existierte kein Land Sachsen                      |                                                                           |                                                                             |           |
| Rudolf Krause                                                       | 8. November 1990                                                          | Biedenkopf I                                                                | CDU       |
| Heinz Eggert                                                        | 29. September 1991 6. Oktober 1994                                        | Biedenkopf I Biedenkopf II                                                  | CDU       |
| Klaus Hardraht                                                      | 10. Juli 1995 26. Oktober 1999                                            | Biedenkopf II Biedenkopf III                                                | CDU       |
| Horst Rasch                                                         | 2. Mai 2002                                                               | Milbradt I                                                                  | CDU       |
| Thomas de Maizière                                                  | 11. November 2004                                                         | Milbradt II                                                                 | CDU       |
| Albrecht Buttolo                                                    | 22. November 2005 18. Juni 2008                                           | Milbradt II Tillich I                                                       | CDU       |
| Markus Ulbig                                                        | 30. September 2009 13. November 2014                                      | Tillich II Tillich III                                                      | CDU       |
| Roland Wöller                                                       | 18. Dezember 2017 20. Dezember 2019                                       | Kretschmer I Kretschmer II                                                  | CDU       |
| Armin Schuster                                                      | 25. April 2022 19. Dezember 2024                                          | Kretschmer II Kretschmer III                                                | CDU       |